# جام نخبگان انجمن تنیس زنان 2019

جام نخبگان انجمن تنیس زنان ۲۰۱۹

جام نخبگان انجمن تنیس زنان ۲۰۱۹ یک تورنمنت تنیس زنان بود که در مرکز بین‌المللی تنیس Hengqin در جوهای، چین برگزار می‌شد. این پنجمین دوره مسابقات انفرادی و دونفره بود. این مسابقات با حضور ۱۲ بازیکن انفرادی و ۶ تیم دونفره برگزار شد.
در مسابقات انفرادی ۱۲ بازیکن در یک مسابقه رفت و برگشت حضور داشتند که به چهار گروه سه نفری تقسیم شدند. در چهار روز اول مسابقات، هر بازیکن با دو بازیکن دیگر گروه خود دیدار کرد و برنده هر گروه به نیمه نهایی راه یافت. برندگان هر نیمه نهایی در مسابقه قهرمانی به مصاف هم رفتند. شش تیم دونفره به دو گروه رفت و برگشت تقسیم شدند که برنده هر یک به فینال راه یافت.